# Funes (Villnöß)
Funes, németül: Villnöß, település Olaszországban, Bolzano autonóm megyében. Lakosainak száma 2550 fő (2023. január 1.). Funes Chiusa, Laion, Santa Cristina Valgardena, Velturno, Bressanone, Ortisei és San Martino in Badia községekkel határos.

## Népesség
A település népességének változása:
| Lakosok száma | 2593 | 2603 | 2550 |
|               | 2017 | 2018 | 2023 |